# Ryzom
Ryzom, también conocido como The Saga of Ryzom, es un juego de rol en línea multijugador masivo (MMORPG) gratuito y de código abierto desarrollado por Nevrax para Microsoft Windows, OS X y Linux .

## Cómo se juega

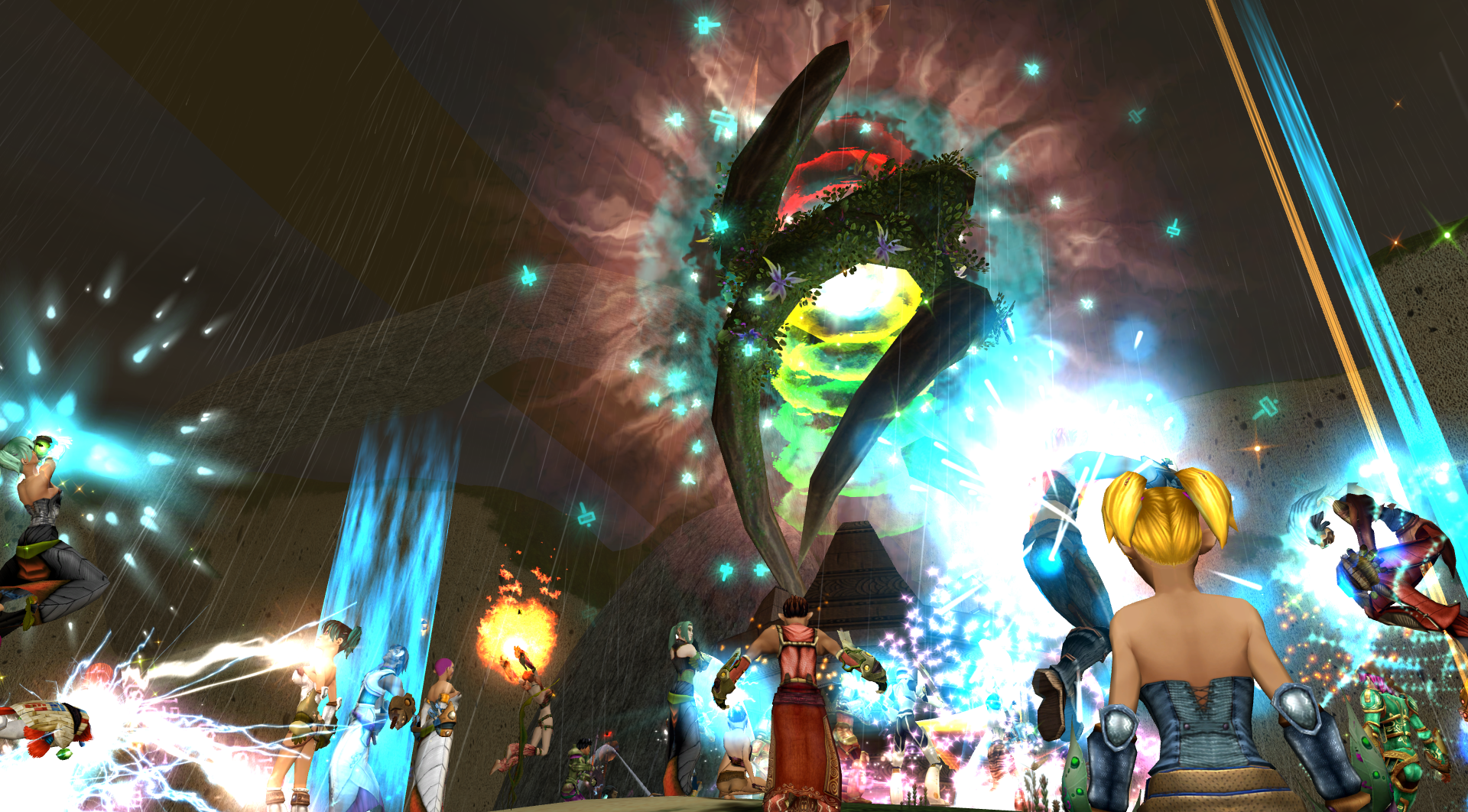
Captura de pantalla de "Lakeland Thievery Event" de Ryzom (2014)

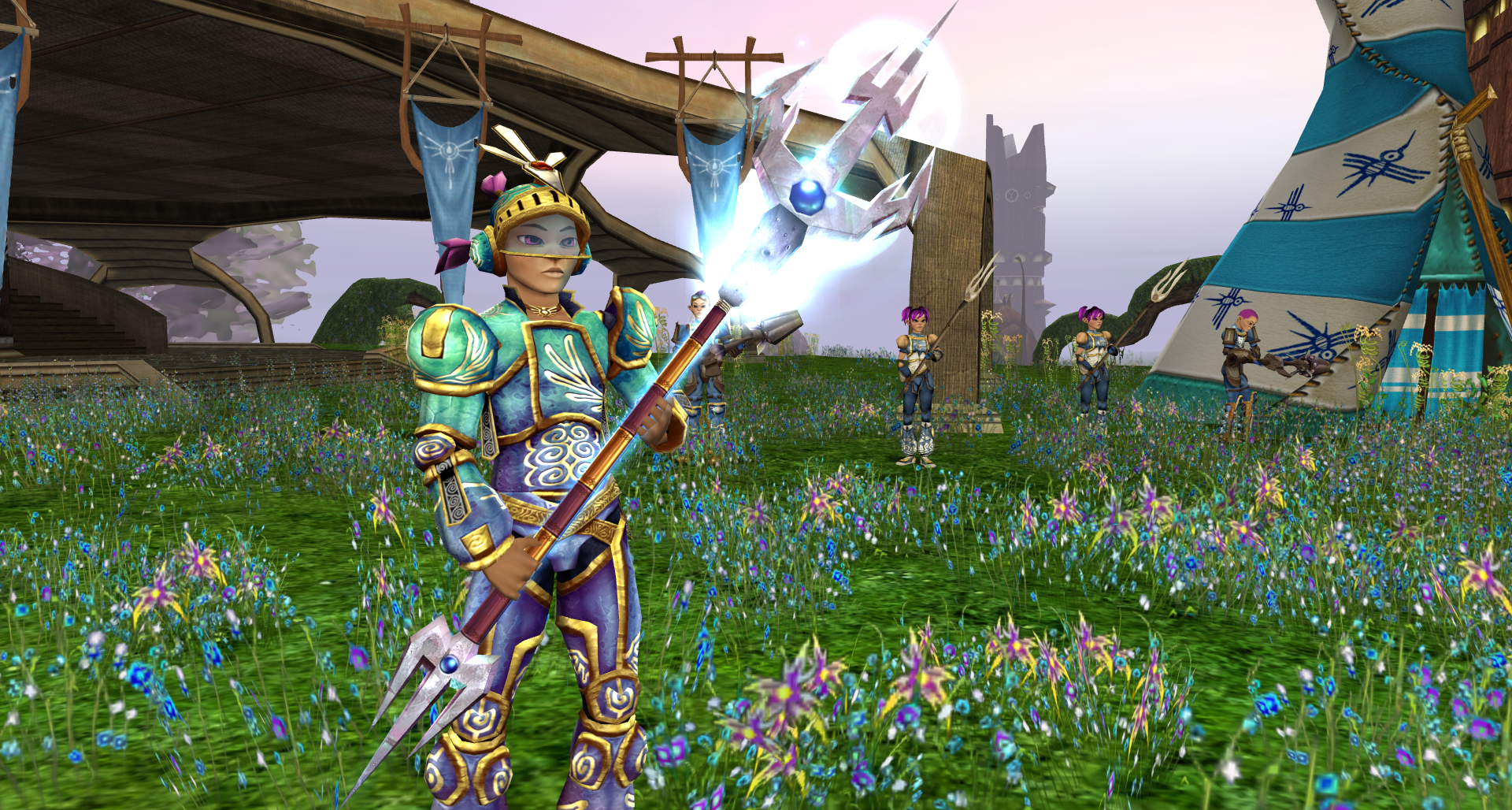
Captura de pantalla de Ryzom (2014)

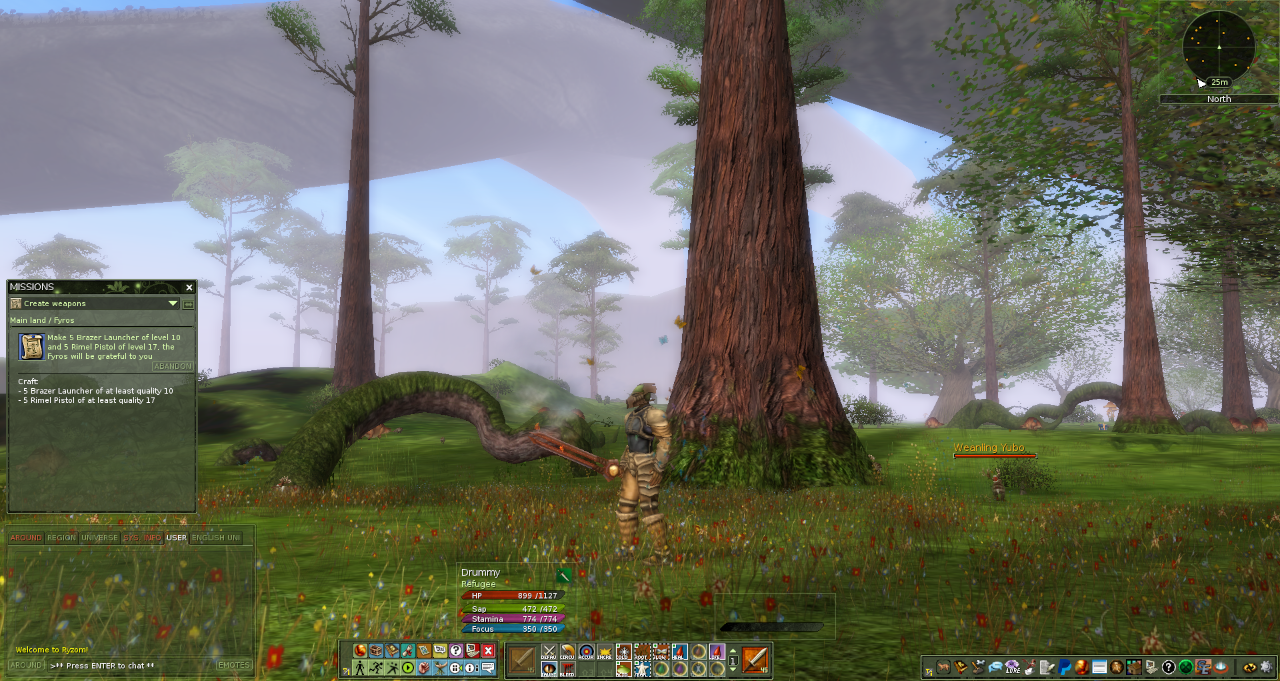
Captura de pantalla de Ryzom (2019)

Ryzom nos presenta un juego de mundo abierto . En lugar de clases de personajes, tiene un sistema único para las habilidades de los personajes que permite a los jugadores construir acciones personalizadas como hechizos o ataques en detalle.[cita requerida] El mundo del juego está modelado de forma compleja e incorpora efectos realistas como el cambio de clima y las estaciones. Las entidades controladas por computadora ('mobs' o PNJ) muestran comportamientos complejos y los animales, por ejemplo, pastan o cazan en manadas. Ryzom ofrece un editor de escenarios que permite a los jugadores diseñar sus propias áreas que se pueden cargar y jugar en el servidor oficial.[cita requerida]

### Sistema de habilidades
Cada personaje gana niveles de forma independiente en los campos de la lucha con armas, la magia, la artesanía y la cosecha simplemente realizando los actos apropiados (matar enemigos con una espada para pelear, ensamblar joyas para fabricar, extraer recursos de una mina, etc.). Cada nivel ganado en uno de estos campos otorga al personaje 10 puntos de habilidad que se pueden gastar en nuevas habilidades específicas para ese campo, en mejoras generales del personaje o simplemente guardar.
A medida que un personaje avanza en los niveles, las habilidades se vuelven más refinadas. Por ejemplo, un personaje inicial que lanza hechizos adquirirá puntos en la habilidad llamada "magia". Después del nivel 20, los puntos se acumulan en "magia ofensiva" o "magia defensiva", y los hechizos de ataque agregarán puntos a la primera, mientras que los hechizos de curación agregarán a la última categoría. En niveles posteriores, estos también se dividen, lo que permite que los personajes de niveles superiores se especialicen.
Todas las acciones de los jugadores se construyen a partir de componentes llamados estancias o estrofas . Cada estancias define uno de los efectos, costos o restricciones de uso de la acción. Los jugadores pueden armar acciones a partir de cualquier combinación legal de estancias que su personaje conozca.
Los componentes para la elaboración pueden provenir de los cadáveres de animales muertos o de depósitos de recursos ocultos repartidos por todo Atys, el planeta del juego. Diferentes ingredientes brindan diferentes beneficios a diferentes características del objeto terminado. Por ejemplo, al fabricar una maza, el uso de cierto tipo de hueso de animal para la cabeza puede producir un arma contundente pero lenta, mientras que el uso de una madera en particular puede producir un arma que es rápida y brinda una gran bonificación para detener los ataques enemigos. pero causa menos daño. Para complicar aún más las cosas, está el hecho de que cualquier ingrediente puede estar en una de cinco clases y con una calidad de 1 a 250, todo lo cual afecta los atributos del producto final.
El procedimiento de las cosecha es complejo y, a veces, orientado al trabajo en equipo. El jugador primero debe localizar los materiales deseados utilizando habilidades de prospección, ya que los recursos no dan señales visibles de su presencia. Si no tiene compañeros de equipo que lo ayuden, es posible que deba combinar el  trabajo de extracción del recurso con el de cimentar el sitio de extracción para evitar que se derrumbe prematuramente o explote. La ubicación del sitio y los propios niveles de habilidad del recolector afectan la máxima calidad posible del recurso extraído.

### Jugador contra jugador
En general, los personajes jugadores no pueden atacar a otros personajes jugadores ni a personajes pacíficos que no sean jugadores. La excepción son las zonas específicamente marcadas, ya sean áreas más pequeñas, como la arena JcJ en la región inicial, o regiones más grandes, como las "Raíces principales" de Atys. También es posible entablar combates uno contra uno (duelos) con otros jugadores, esto requiere la aceptación de ambos combatientes.

## Mundo de juegos

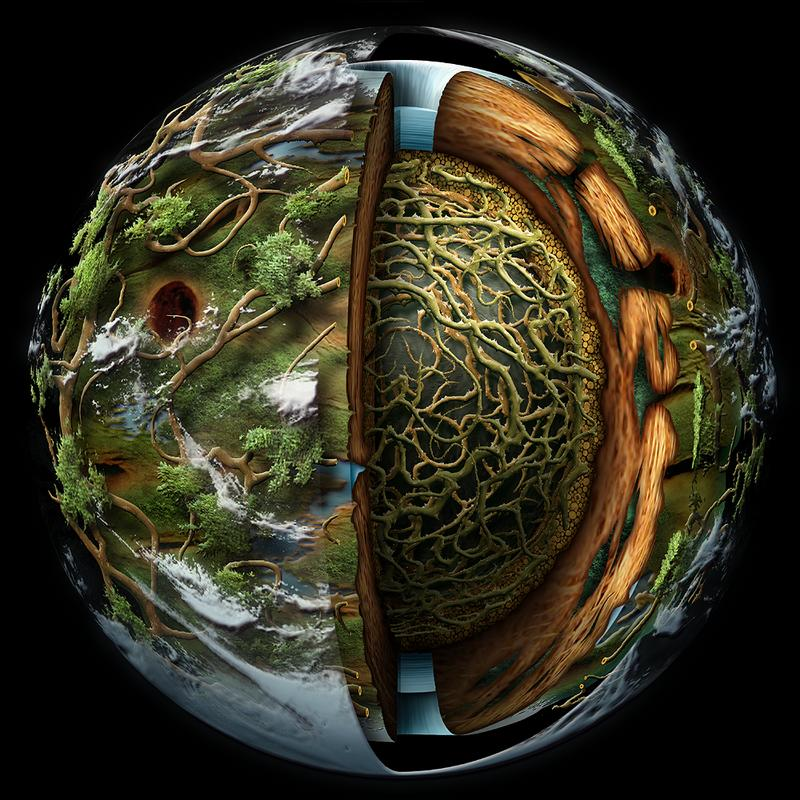
Atys, el mundo en capas de Ryzom

El juego tiene lugar en el planeta Atys. A diferencia de los planetas normales, Atys es un enorme árbol lo suficientemente grande como para sustentar una atmósfera y múltiples ecosistemas en su superficie y dentro de inmensas redes de ramas y raíces. Las diversas criaturas en Ryzom tienen una IA diferente según su especie que les permite realizar muchos comportamientos realistas, como la migración y el movimiento como manada. Los carnívoros, por ejemplo, atacarán animales específicos para alimentarse, y ciertos animales cazan en manadas. El juego también presenta cambios de estación y clima. Los efectos del clima incluyen lluvia, nieve y viento. Atados a la estación y los cambios climáticos están los movimientos migratorios de animales y la disponibilidad de materiales cosechables. Por ejemplo, cierto tipo de savia producida por los árboles solo se puede recolectar durante las lluvias de primavera y no se puede obtener durante otras estaciones o condiciones climáticas. Las condiciones meteorológicas pueden cambiar minuto a minuto. Cada temporada de juego (primavera, verano, otoño e invierno) dura cuatro días en tiempo real.
Los personajes de los jugadores provienen de una de las cuatro razas humanoides distintas, denominadas colectivamente "homins". Los 'Matis' son una raza orgullosa y noble de habitantes del bosque. Han dominado el "arte", una fusión de la botánica y la manipulación genética y, en consecuencia, han construido su reino y sus castillos a partir de enormes árboles cultivados con ese mismo propósito. Los 'Tryker' son una raza ferozmente independiente y amante de la diversión de los habitantes del lago. Construyen grandes ciudades flotantes en sus lagos y redes de bombas de agua impulsadas por el viento a su alrededor. Los 'Zoraï' son una raza espiritual y tranquila que habitan en la selva. Construyen sus ciudades-templo dentro de áreas naturalmente fortificadas de la jungla. Finalmente, los 'Fyros' son una raza dura y obstinada de habitantes del desierto que han dominado la tecnología de fuego y que gustan incorporar en sus armas y arquitectura.
Interactuando con benevolencia con las cuatro culturas homínidas, pero hostiles entre sí, había dos razas adicionales y mucho más avanzadas: los mágicos Kami y los tecnológicos Karavan. Los Kami se representan como escurridizos, caóticos, juguetones y protectores de Atys, mientras que los Karavan son más reservados y nunca se los ha visto fuera de sus trajes ambientales o lejos de su maquinaria. Las culturas Matis y, en menor medida, Tryker, tienden a aliarse con Karavan, mientras que Zoraï y Fyros tienden a ponerse del lado de Kami.
En el año 2481 del juego, las razas de homínidos fueron diezmadas cuando los hostiles Kitins, parecidos a insectos, fueron liberados accidentalmente de su hogar en lo profundo del sistema de raíces de Atys. Los refugiados sobrevivientes de las cuatro culturas homínidas comenzaron a trabajar juntos en 2485 para reconstruir una única sociedad mixta en áreas relativamente remotas. Pronto llegó la amenaza adicional del "Goo", una infestación que se propaga y vuelve inhabitables las áreas y enloquece de ira a la vida silvestre. En el lanzamiento, el año del juego era 2525.
Los nuevos personajes provienen de una de las cuatro razas de homínidos y comienzan como refugiados, son sobrevivientes dispersos de la invasión kitin que de alguna manera lograron llegar a un área llamada las Ruinas de Silan .[cita requerida] Esta área, que no está conectada con el resto de Atys, contiene una variedad de animales, así como varios comerciantes y entrenadores, y representantes de las culturas en el juego. Hay varios NPC que brindan misiones, incluidos cuatro cuyas misiones actúan como tutoriales en las cuatro áreas de habilidad (lucha, magia, artesanía y recolección).
Cuando un personaje decide hacerlo, puede optar por viajar ( teletransportarse ) al mundo principal (llamado tierra firme ), y debe elegir una de las cuatro capitales homínidas para viajar. Esta decisión no se puede revertir, y aunque es posible viajar entre capitales, el viaje es largo y peligroso, incluso para personajes experimentados.

## Historia

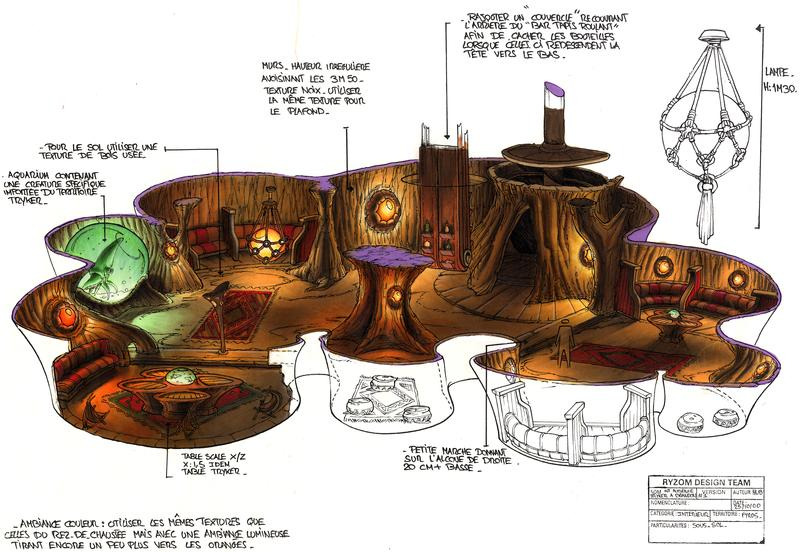
Arte conceptual de Ryzom

El estudio de desarrollo de juegos francés independiente Nevrax comenzó el desarrollo de Ryzom y el motor de juego subyacente NeL (para Nevrax Library), alrededor de 2000. En octubre de 2002, Nevrax hizo que el motor NeL fuera de código abierto como software libre utilizando la licencia GPL . El juego se lanzó en septiembre de 2004 con el nombre The Saga of Ryzom y recibió poca atención en ese momento.[cita requerida] El editor fue Winch Gate .
Después del lanzamiento inicial, se lanzaron varias actualizaciones como "Capítulos", que brindan nuevas funciones y contenido. La primera actualización, titulada Changing Times, presentó la adición de un sistema de comerciantes en el que los jugadores podían vender sus artículos creados a través de vendedores. También renovó varios de los sistemas clave del juego, incluida la prospección y la recolección. El 13 de diciembre de 2004 se lanzó la primera parte de tres del Capítulo Dos: Open Conflict, la tercera el 13 de enero de 2005. Las características principales incluyeron la adición del sistema de enciclopedia y la adición de soportes para jugadores.[cita requerida] Capítulo tres: Puestos avanzados se publicó el 19 de diciembre de 2005. Las características principales incluyeron la introducción de puestos avanzados de PvP, así como cambios importantes en el sistema de fama del juego.[cita requerida] El 15 de junio de 2006 se lanzó una actualización llamada New Player Experience . Reemplazó el área de inicio con un área llamada The Ruins of Silan, que proporcionó más material tutorial para principiantes.[cita requerida] El 3 de octubre de 2006 se lanzó una expansión llamada Ryzom Ring, que ofrece a los jugadores la posibilidad de crear su propio contenido en forma de escenarios. Proporciona un editor de escenarios donde los jugadores pueden diseñar contenido y, posteriormente, subirlo a los servidores principales del juego. Luego, otros jugadores pueden acceder a las áreas creadas por los jugadores a través de terminales ubicadas en la ciudad capital de cada carrera.[cita requerida] En agosto de 2006, el nombre del juego se simplificó a Ryzom con fines de marketing.

### Problemas comerciales y "Campaña Ryzom Gratis"
Dado que el juego no fue un éxito comercial, Nevrax anunció, el 20 de noviembre de 2006, que entraría en suspensión de pagos en algún momento de diciembre. El 21 de noviembre, Nevrax confirmó que "Nevrax como entidad corporativa probablemente dejará de existir en unas pocas semanas"  y anunció que "varias empresas y/o individuos están activamente involucrados en negociaciones para hacerse cargo de Ryzom".
En respuesta, se lanzó la "Campaña Ryzom gratis" para recaudar suficientes fondos de donaciones de crowdfunding para comprar Ryzom y lanzar el juego como software gratuito . El 14 de diciembre de 2006, la Free Software Foundation prometió una donación de 60 000 dólares, pero la campaña finalmente recaudó 172 988 € en lugar de los 200 000 € solicitados.

### Nevrax y Ryzom vendidos
El 21 de diciembre de 2006, Nevrax SARL finalmente se vendió a los propietarios de Gameforge AG, una empresa alemana especializada en juegos de navegador, que puso en marcha GameForge France SARL como una "empresa hermana" y transfirió todos los derechos. Menos de un año después, Gameforge France se declaró en quiebra. Como GameForge no había pagado por completo los activos de Nevrax, estos se devolvieron al liquidador original.[cita requerida]
Actualmente, el juego se puede jugar de forma gratuita con una limitación en el nivel del personaje.

### Código fuente y activos liberados libremente
El 6 de mayo de 2010, Ryzom anunció el lanzamiento completo del código fuente, bajo GNU AGPL-3.0 o posterior y la obra de arte bajo CC-BY-SA-3.0, y una asociación con la Free Software Foundation para albergar un repositorio de los activos artísticos del juego. 
Desde entonces, Ryzom es desarrollado por la Comunidad. Ryzom que ofrece un portal para el desarrollo de código abierto de su motor NeL con licencia GPL, en el que se basa el juego Ryzom.
Desde 2010, todo el código fuente del software está disponible como software gratuito bajo la licencia AGPL-3.0 o posterior . Del mismo modo, el trabajo artístico del juego está disponible como contenido abierto bajo la licencia CC-BY-SA-3.0 . Los modelos 3D y las texturas del juego se trasladaron al formato del software Blender en 2016.

## Disponibilidad
Ryzom es un juego gratuito disponible para Microsoft Windows, Mac OS X y Linux en los servidores oficiales. El juego requiere registro y se requiere una suscripción paga para que los personajes avancen más allá del nivel 125. Cada cuenta puede tener hasta cinco personajes diferentes. Antes de 2012, había tres servidores Ryzom diferentes que usaban el mismo mundo de juego, pero se diferenciaban por idioma, y se ofrecía la opción de inglés, francés o alemán al iniciar un juego. En 2012, los tres servidores (Arispotle, Aniro y Leanon) se unificaron en un solo servidor (Atys), un evento al que los jugadores veteranos se refieren como "La fusión". Muchos de los canales de chat de Ryzom utilizan la traducción de DeepL para facilitar la comunicación entre jugadores que no comparten un idioma común.

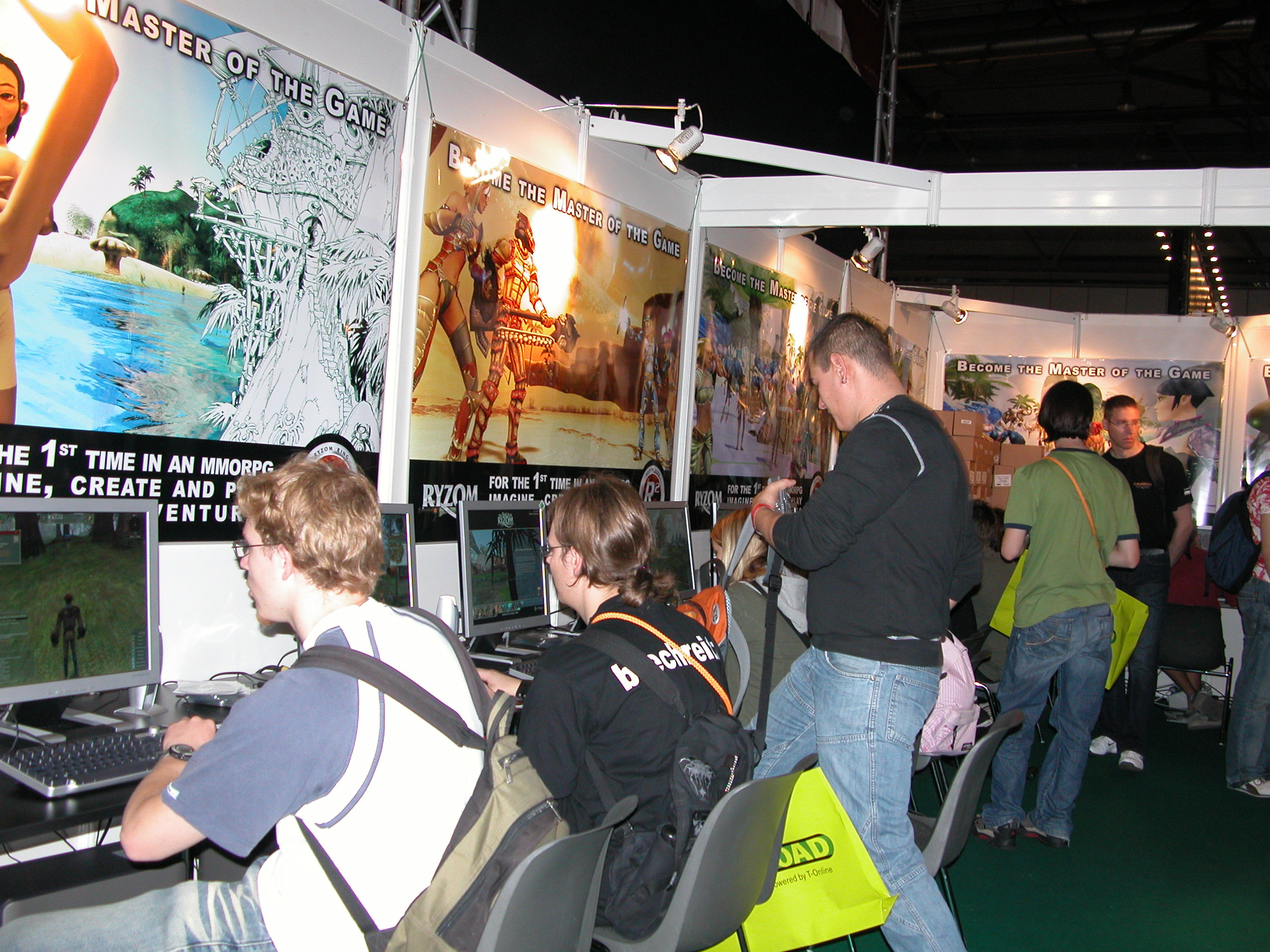
Ryzom en la Convención de Juegos de Leipzig 2006

Desde el principio, el software del cliente, denominado NeL, para la Biblioteca Nevrax, se lanzó como software libre bajo la licencia GPL . A partir del 6 de mayo de 2010, toda la base de software, incluido el cliente, el servidor y las herramientas asociadas, estuvo disponible bajo la licencia AGPL-3.0 o posterior, y el desarrollo actual utiliza un modelo de código abierto basado en la comunidad. Se lanzó un archivo de 13 Gb que contiene todas las texturas y efectos, modelos 3D, animaciones, personajes y ropa (pero no música ni sonidos) bajo una licencia CC-BY-SA-3.0 . Los datos comerciales en curso del mundo del juego (tramas de la historia, misiones, mapas, historia, etc.) no están disponibles para descargar, para no interrumpir la base de fans. Además, para combatir las trampas, está prohibido conectarse a servidores oficiales con compilaciones de clientes no oficiales.

## Recepción y entrega de premios
Metacritic califica a Ryzom 64/100, lo que indica una recepción "mixta o promedio".  La recepción inicial varió de excelente a mediocre. GameZone calificó a Ryzom con 8.1, destacó el innovador sistema de habilidades y calificó a Ryzom como un "juego divertido que tiene algunas características muy innovadoras", con "buenos gráficos y una excelente jugabilidad y concepto". GameSpot también reconoció el novedoso sistema de habilidades y la comunidad amigable, pero calificó el juego con 5.6 ("mediocre"), por estar inacabado e innecesariamente complejo. En 2005, el juego recibió el premio Reader's Choice de MMORPG.com a la mejor historia del juego. 